# 莱奥维尔
莱奥维尔（法語：Léoville，法語發音：[leovil]）是法国滨海夏朗德省的一个市镇，位于该省东南部，属于容扎克区。

## 地理
莱奥维尔（45°22'42"N, 0°20'19"W）面积9.89 平方千米，位于法国新阿基坦大区滨海夏朗德省，该省份为法国西部滨海省份，北起旺代省，西临大西洋，南至吉倫特省，东南接多爾多涅省，东北接德塞夫勒省接壤，东临夏朗德省。
与莱奥维尔接壤的市镇（或旧市镇、城区）包括：拜涅-圣拉德贡德、绍纳克、方丹多济亚克、梅萨克、莫尔捷、圣梅达尔、旺扎克、维布拉克。

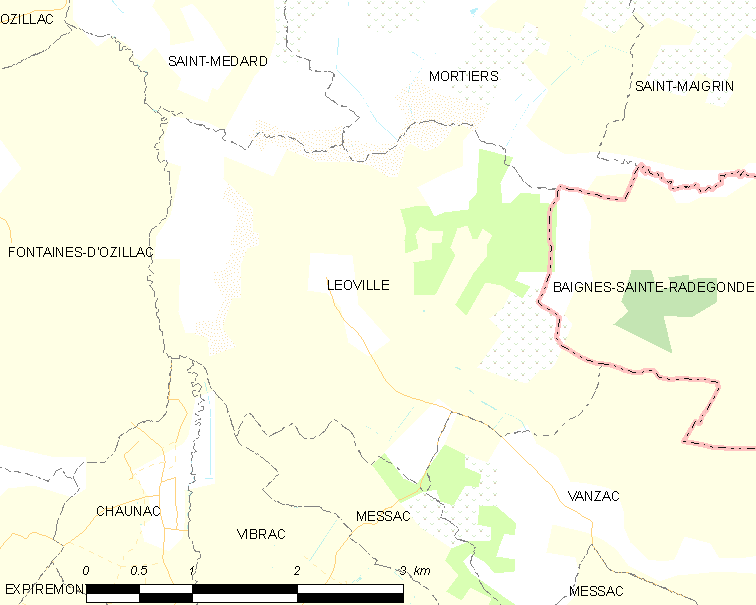
莱奥维尔的OSM定位图

莱奥维尔的时区为UTC+01:00、UTC+02:00（夏令时）。

## 行政
莱奥维尔的邮政编码为17500，INSEE市镇编码为17204。

## 政治
莱奥维尔所属的省级选区为容扎克县。

## 人口

1962-2008年间莱奥维尔人口变化图示

莱奥维尔于2022年1月1日时的人口数量为301人。